# Walid Azaro
Wualid Azaro  (sinh ngày 11 tháng 6 năm 1995) là một cầu thủ bóng đá người Maroc hiện tại thi đấu ở vị trí tiền đạo cho Al-Ahly Cairo. 
Anh khởi đầu đầu sự nghiệp với Adrar Souss tại giải hạng ba Maroc. Jamal Sellami đưa ra lời mời thử việc mùa hè và anh ký hợp đồng với họ giữa năm 2015 với bản hợp đồng 3 năm.
Anh từng góp mặt trong trận chung kết CAF Champions League năm 2017.

## Danh hiệu

### Câu lạc bộ
Al Ahly
- Giải bóng đá ngoại hạng Ai Cập: 2017–18
- Siêu cúp bóng đá Ai Cập: 2017